# Grand Prix automobile de Bourgogne
Le Grand Prix automobile de Bourgogne est un Grand Prix organisé à quatre reprises, à la fin des années 1920 (au mois de mai) et après la guerre (début juillet), à Dijon, sur un circuit de 18 kilomètres de longueur (17.5 en 1928 et 1929). Il offrit la particularité d'accueillir diverses pilotes féminines.

## Histoire
La première édition dure six heures (d'où son appellation exacte de 6 Heures de Bourgogne), associant Formula libre et cyclecars. 627,5 kilomètres sont à parcourir.
La deuxième est ramenée à quatre heures (l'unique édition dénommée Coupe de Bourgogne), soit près de 490 kilomètres. À cette occasion, la française Janine Jennky devient la première femme pilote automobile à remporter un Grand Prix mixte (Lucy Schell parvenant à obtenir une quatrième place à bord d'une Bugatti Type 37A). Les voiturettes deviennent elles aussi admises.
La troisième passe à 525 kilomètres (mais, elle est dénommée IIe Grand Prix de Bourgogne), accomplis par le vainqueur en 3 h 47 min 35 s 2. Le nombre de participants double presque, car les organisateurs acceptent en plus un grand nombre de voitures de sport type SportsCars (la première classée étant une Mercedes SS avec Marcel Violet). Janine Jennky ne se qualifie pas.
La quatrième édition (le IIIe Grand Prix de Bourgogne) consiste à parcourir 206 kilomètres, le circuit dépassant désormais à peine les 2 kilomètres (soit 100 tours bouclés pour le premier).

## Palmarès

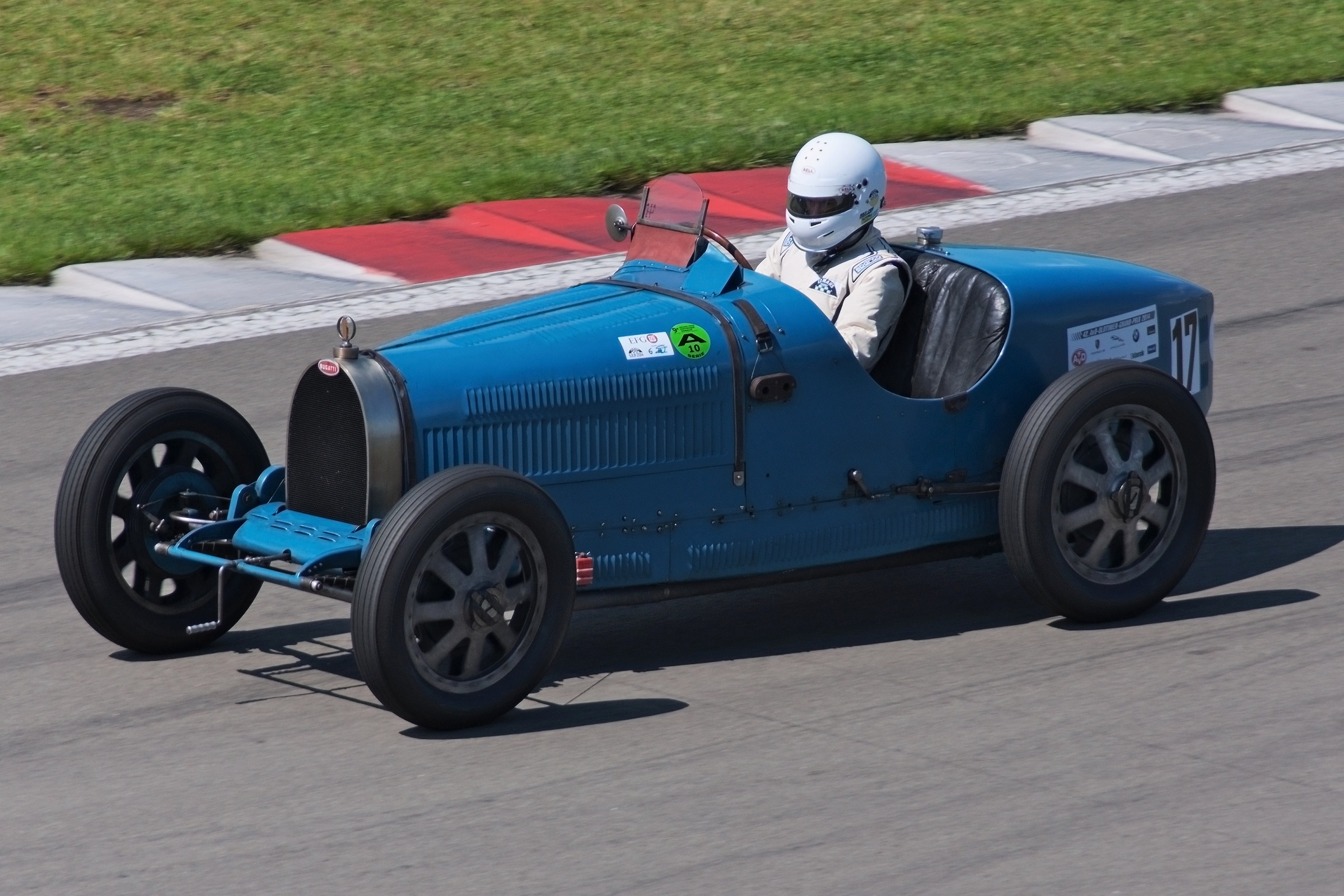
Une Bugatti Type 35C.

| Année     | Vainqueur            | Voiture           |
| --------- | -------------------- | ----------------- |
| 1927      | Raymond Leroy        | Bugatti Type 35C  |
| 1928      | Janine Jennky        | Bugatti Type 35C  |
| 1929      | « Georges Philippe » | Bugatti Type 35C  |
| 1930-1945 | Non disputé          | Non disputé       |
| 1946      | Jean-Pierre Wimille  | Alfa Romeo 8C 308 |